# 第二メルボルン
第二メルボルン（だいにメルボルン、1902年 - 1918年）は日本の競走馬、繁殖牝馬。デビュー当初の競走馬名はイスズ（イスヾ）で、馬主が変わった際に第二メルボルンに改名された。血統は不詳、馬名はメルボルン二世とも。
主な勝鞍に1907年春の帝室御賞典（根岸）、同年秋及び1908年春の横浜ダービー。ミラと共に、明治時代に活躍した代表的な豪州産馬であった。
引退後は北海道で繁殖牝馬として繋養され、1918年秋の優勝内国産馬連合競走（目黒）優勝馬であるプリンセスブレイアモーアらを出した。

## 生涯
1902年、オーストラリアで産まれ、1906年秋に日本レース・クラブが同地で買い付けた牝馬40頭のうちの1頭として、日本に輸入された。（豪サラも参照）
同年秋、横浜の根岸競馬場でコットン氏（佐久間福太郎の仮定名称）の所有馬としてイスズの名でデビュー。根岸を全勝とした後、東京の池上競馬場に転戦した。池上では初日（11月24日）に実施された豪州新馬戦に出走するが、他の競走馬33頭が出馬の権利を放棄したため、イスズの単走となった。イスズは鞍上に神馬騎手を乗せ、1マイルを2分16秒6で回走した。4日目（12月2日）に行われた豪州優勝新馬戦でもキヌガサらを破り、池上での競走を無敗で終えた。

### 第二メルボルンに改名
1907年、馬主がアレキサンダー氏に変わり、イスズも第二メルボルンと改名された。佐久間から馬主が変わった経緯には逸話があり、ある時の宴席で平沼八太郎からイスズを売ってほしいと持ちかけられた佐久間は、冗談で「一万円なら売ってもいい」と平沼に伝えた。当時の豪州産馬の値段を考えればかなりの高額であったが、平沼は言い値で即決し、驚いた佐久間は今更自分の発言を取り消せず、イスズを売り渡したという。そして、第二メルボルンというのも、平沼が以前所有したメルボルンにあやかった名とされている。
なお、朝比奈（1909）では、相手を平沼延治郎（延次郎）として同様のエピソードが語られており、その後、佐久間は後悔してイスズを取り戻すために詫びを入れたが、平沼は頑として首を縦に振らず、結局、佐久間が二千円だけ分乗して共同所有にしたという。

### 帝室御賞典、横浜ダービーに勝利

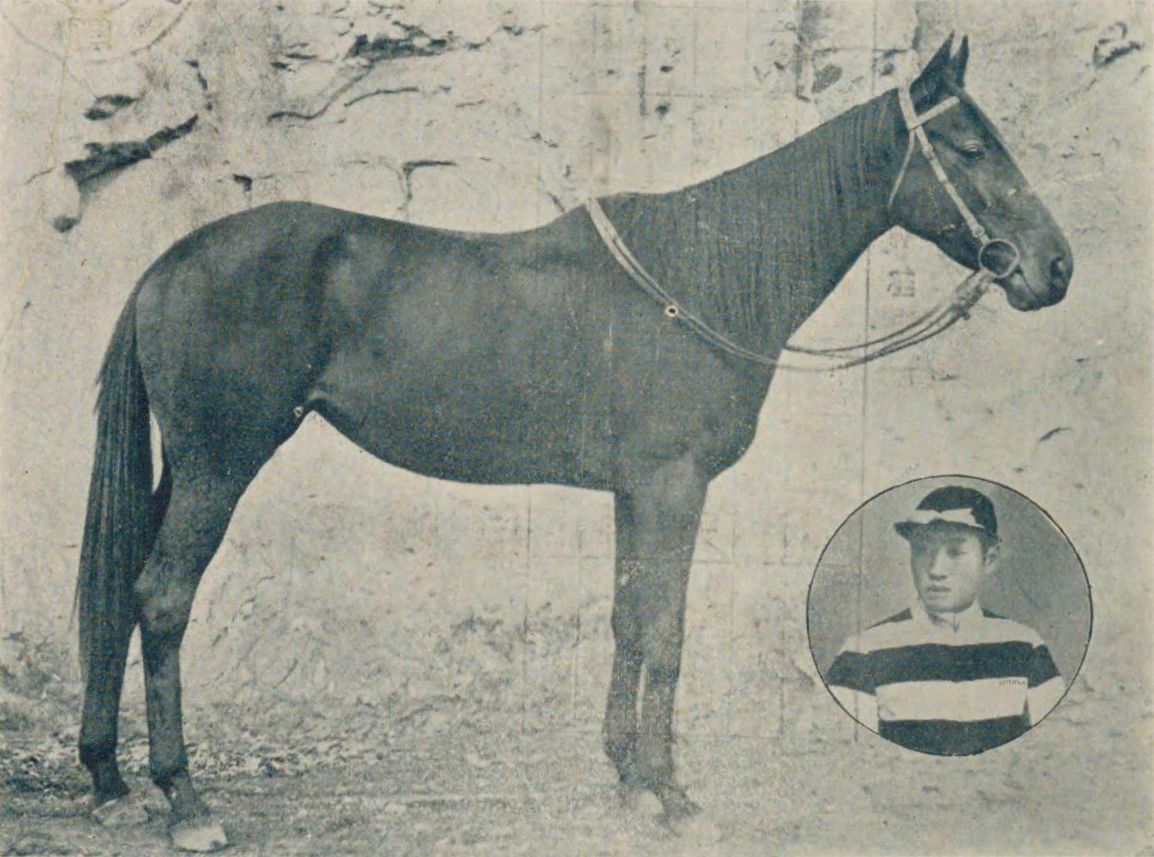
『競馬世界』第1号掲載写真
----
同誌に「名馬メルボーン二世と帝室賞典」と題して掲載された写真のうち1枚。右下は神馬惣策騎手。

改名後、第二メルボルンは根岸の春季競馬に出走する。初日（5月3日）の競走ではゴールドスターの2着に敗れ、初の敗戦を喫したが、翌日に行われた帝室御賞典（9頭立て）では、カウンテスらを退けて御賞典拝受の栄誉を受けた。
10月26日に根岸で行われた横浜ダービーでは、出馬投票の段階で他馬がことごとく棄権したため、前年の池上と同様、第二メルボルンただ一頭が出走した。『競馬世界』第1号では、第二メルボルンの単走を、次のように伝えている。

騎手神馬悠然として腰を卸し、先あ文句は抜にして、此馬の駆振を見て下せえ、と言はん斗り、得意の色満面に溢れて、馬場を一順する、観客は只もう拍手する飛んでもない御景物だ。
—『競馬世界』第1号、36頁

一方で、単走は競馬を見に来た入場者を大いに失望させたとの報道もあった。東京日日新聞は翌日付の紙面で、「第三競馬は名馬メルボルン一頭のみ出場して競馬を見ること能はざりしは入場者をして大いに失望せしめたり」と報じている。

### 1907年末以後
11月24日、京浜の川崎競馬場で行われたハンデキャップ戦に出走。スタートの後、第二メルボルンは左右の馬に包囲され、二度躓いて倒れそうになるなど苦戦を強いられた。決勝点間近になって、神馬は先頭のペネロピーを追うため一鞭入れたが、遂に同馬を交わせず二着に敗れた。競走前の人気は第二メルボルンに集中しており、ペネロピーの勝利は「大々番狂せ」といわれた。神馬にとって、この敗戦は「非常な失敗」であり、『商工世界太平洋』第7巻第5号で悔しさを口にしている。

ペ子ロピーに勝を占められた時の口惜しさは中々お話しにはなりません宿に帰つてからも茫然として何事も手に附かない臥床に這入つても眠る事が出来ません
—署名なし〔神馬惣策〕,『商工世界太平洋』第7巻第5号、74頁

ペネロピーに敗れた後、一時その動静が途絶えるも、1908年2月発行の『競馬世界』第4号で「気力旺盛」との消息が伝えられた。そして、同年5月、そのペネロピーとのマッチレースとなった横浜ダービーでは、決勝直前で同馬を抜き去って優勝を飾っている。この頃から、第二メルボルンは、レデーヴオーユーやペガサスに敗れるなど負けが込むようになった。
1910年の横浜、東京には登録すらなかったが、1911年秋、東京のブック（登録馬名簿）上で久々に第二メルボルンの名が登場する。その際には馬主が木村政次郎に変わっていた。同年11月に発行された『日本之産馬』第1巻第8号では、老齢ながら、英気が旺盛であると紹介されている。田島（2009）掲載の成績表によれば、同年は11月4日の各抽籤豪州産馬にのみ出走しており、結果はグレンライトの着外であった。

### 引退後
引退後、北海道荻伏の大塚助吉牧場で繁殖牝馬として繋養され、1918年に死去した。繋養の間、1918年秋の優勝内国産馬連合競走（目黒）の優勝馬であるプリンセスブレイアモーアや、イボアとの仔であるオーミギシ（第四メルボルン二世）などの産駒を送り出した。

## 馬主

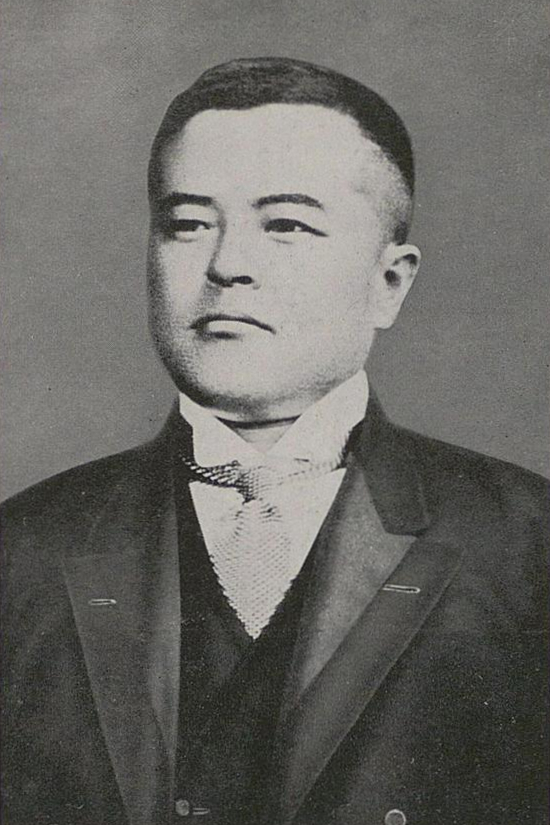
コットン氏こと佐久間福太郎
----
福澤桃介と共に日清紡績初代専務を務めた。1911年没。

第二メルボルンの馬主は、イスズ時代のコットン氏から始まり、アレキサンダー氏、スナイプ氏、そして木村政次郎と数度の変遷がある。コットン氏は佐久間福太郎の仮定名称で、スナイプ氏は平沼八太郎の仮定名称とされているが、前述のとおり佐久間と平沼の間には宴席での逸話が残されていることから、早坂は、「アレキサンダー氏とスナイプ氏は同一人物だった（または一時的に名義を借りた）」のかと疑問を述べている。
アレキサンダー氏は帝室御賞典優勝時の馬主であるが、その正体について、早坂（1989）は不明とし、馬事文化財団（2016）は平沼八太郎と延治郎の共有名としている。なお、両者のうち、延治郎は競走前に急死している。宮内庁式部職所蔵の資料では、御賞典は八太郎に下賜されたとする。

その他、第二メルボルンの所有者に関しては、1907年10月発行の『写真画報』第2巻第12編で、ビー、アイ氏が「耶馬渓で死んだ平沼延治郎氏の持馬だつたが、今は日比谷平右衛門氏が持つて居る」と述べている。

## 成績
生涯成績は46戦30勝。1着のうち10回はレコードでの勝利であった。早坂（1975）では35戦29勝、かつ、デビューから1907年までの成績に漏れがなければ、中央競馬のシユンエイ（20連勝）を凌ぐ22連勝を記録していたとするが、同著（1989）では前者の成績とし、2着9回、3着3回、着外4回で、1907年中には14連勝したとする。なお、22連勝については、1907年5月の根岸初日でゴールドスターの2着、同じく4日目の優勝戦でチハヤの3着に敗れているため、正しい記録ではない。馬事文化財団によると、16敗の中には八百長と思わしきものもあるという。

### 主な勝鞍
| 競走名       | 競走日     | 競馬場 | 距離       | 頭数 | 騎手     | 斤量  | タイム      | 着差     | 2着馬      | 出典          |
| ------------ | ---------- | ------ | ---------- | ---- | -------- | ----- | ----------- | -------- | ---------- | ------------- |
| 帝室御賞典   | 1907.05.04 | 根岸   | 1マイル    | 9    | 神馬惣策 | 137斤 | 1:48.57⁄100 | 21⁄2馬身 | カウンテス | [ 24 ] [ 31 ] |
| 横浜ダービー | 1907.10.26 | 根岸   | 1マイル1⁄2 | 1    | 神馬惣策 | 146斤 | 2:57.75⁄100 | -        | （単走）   | [ 13 ] [ 25 ] |
| 横浜ダービー | 1908.05.09 | 根岸   | 1マイル1⁄2 | 2    | 神馬惣策 | 152斤 | 2:47.77⁄100 | 3馬身    | ペネロピー | [ 29 ] [ 31 ] |

## 評価
1899年に輸入されたミラと共に、明治時代に活躍した代表的な豪州産馬で、当時の競馬で圧倒的な強さを誇った。
1907年に発行された「馬鑑」という競走馬の見立番付では、東の正横綱に据えられ、前述のビー、アイ氏も「目下の處日本競馬会に於て、濠洲産と内国産とを東西に分け、その両横綱はと云はゞ、濠洲産ではメルボルン二世、内国産ではハナゾノである事は、何人も否む事の出来ぬ處である」と評し、時価一万三千円は下らないとしている。また、『牧畜雑誌』第262号では、ハナゾノと共に池上における優勝名馬として紹介されており、「原頭風に嘶けば疾風立ろに起りて鹿毛の一塊飛ぶが如き観を呈するもの当さに之れこの馬の謂ならんか」と評されている。
1908年からの馬券禁止時代は第二メルボルンの評価にも影響を与えた。早坂は同馬について「〔前略〕馬券禁止時代と共に人々から忘れ去られた明治の名馬といえよう」と記している。また、初代馬主の佐久間は馬券廃止後の第二メルボルンの価値について、次のように述べている。